# Araujia hassleriana
Araujia hassleriana är en oleanderväxtart som först beskrevs av Gustaf Oskar Andersson Malme, och fick sitt nu gällande namn av Fontella och Goyder. Araujia hassleriana ingår i släktet Araujia och familjen oleanderväxter. Inga underarter finns listade i Catalogue of Life.